# Бруно Вальтер
Бру́но Ва́льтер (нім. Bruno Walter; нар. 15 вересня 1876, Берлін — пом. 17 лютого 1962, Беверлі-Гіллс; народжений як Бруно Вальтер Шлезінґер нім. Bruno Walter Schlesinger) — німецько-австрійський диригент, піаніст та композитор. Його зараховують до найвизначніших диригентів 20-го століття.
Вальтер був капельмейстром Ляйпцізького Ґевандхаусу (нім. Leipziger Gewandhaus у 1929—1933 роках), шеф-диригентом Нью-Йоркського філармонічного оркестру (англ. New York Philharmonic у 1947—1949 роках) та постійним гостьовим диригентом Віденського філармонічного оркестру (нім. Wiener Philharmoniker).
На його честь названо астероїд 16590 Бруновальтер.